# TuS Schildgen
Tus Schildgen (voluit Tus Schildgen 1932 EV) is een Duitse omnisportvereniging in de stad Schildgen, waarbij de focus ligt op korfbal.

## Geschiedenis
De club is opgericht in 1932 als algemene sportvereniging. Er werden sporten aangeboden zoals gymnastiek, voetbal, schieten en zingen.
In 1970 introduceerde Heinz Kretzer korfbal bij de sportvereniging, vanwege de populariteit van de sport in Nederland. Vanwege het gemengde karakter van korfbal werd deze tak als snel populair binnen de vereniging.

## Erelijst in Duitsland
- Duits kampioen, 1x (2023)
- IKF Champions League Challenger kampioen, 1x (2023)

## Europees
In seizoen 2022-2023 introduceerde het IKF de vernieuwde Europese opzet van de Champions League.
In 2023 won Tus Schildgen de Challenger finale (het 1 na hoogste niveau).